# Новая Николаевка (Ровненская область)
Новая Николаевка (укр. Нова Миколаївка) — село в Смыгской поселковой общине Дубенского района Ровненской области Украины.
Население по переписи 2001 года составляло 83 человека. Почтовый индекс — 35646. Телефонный код — 3656. Код КОАТУУ — 5621689509.